# Добрилувка
Добрилувка (пол. Dobryłówka) — село в Польщі, у гміні Дорогуськ Холмського повіту Люблінського воєводства.
Населення — 48 осіб (2011).
У 1975-1998 роках село належало до Холмського воєводства.

## Демографія
Демографічна структура станом на 31 березня 2011 року:
|          | Загалом | Допрацездатний вік | Працездатний вік | Постпрацездатний вік |
| -------- | ------- | ------------------ | ---------------- | -------------------- |
| Чоловіки | 22      | 4                  | 14               | 4                    |
| Жінки    | 26      | 4                  | 12               | 10                   |
| Разом    | 48      | 8                  | 26               | 14                   |